# ARCO Aerolíneas Colonia S. A.
ARCO Aerolíneas Colonia S.A. fue una aerolínea uruguaya fundada en 1957 por la compañía de autobuses ONDA. Operó la línea Colonia del Sacramento-Buenos Aires entre 1964 y 1986.   

## Historia
ARCO Aerolíneas Colonia S.A. fue fundada en 1957. Su principal accionista fue la compañía de autobuses ONDA. Comenzó sus operaciones comerciales en 1964 después de adquirir de la Compañía Aeronáutica Uruguaya S.A. cuatro aviones Curtiss C-46 Commando.
La aerolínea se fijó como objetivo establecer una ruta entre el Aeropuerto Laguna de los Patos de Colonia del Sacramento y el Aeroparque Jorge Newbery de Buenos Aires. Esta ruta es de solamente unos 56 km cruzando el Río de la Plata en uno de sus sectores más estrechos, lo que permitiría muchos servicios diarios y gran rentabilidad comercial. El aeropuerto de Colonia, ubicado a unos 17 km de la ciudad en la ruta 1, estaba conectado con las oficinas principales de ONDA en Montevideo en la Plaza de Cagancha por un servicio de autobuses regulares. ARCO ofrecía de esa forma un servicio aéreo mucho más económico que los de Pluna, Austral o Aerolíneas Argentinas, que ofrecían vuelos directos desde Montevideo. De hecho esta fue la única ruta comercial de pasajeros operada por ARCO en sus treinta años de existencia.  
ARCO también realizó el transporte de diarios argentinos desde Buenos Aires a Montevideo y desde Punta del Este a Laguna del Sauce. Por corto tiempo también sirvió la ruta Buenos Aires-Colonia-Salto-Colonia-Buenos Aires.
A comienzos de los años 70 se adquirieron tres Convair 240 con la finalidad de sustituir a los viejos Curtiss. Estos aviones recibieron las matriculaciones uruguayas CX-BHC,CX-BHS y CX-BHT.
El CX-BHS fue retirado de servicio después del accidente en aterrizaje en Colonia que sufriera el 17 de junio de 1973. El avión demasiado bajo en su aproximación tocó tierra corto, unos doce metros, antes del comienzo de la pista 29. Su tren de aterrizaje izquierdo colapsó después de golpear unas luces de aproximación en la entrada de la pista. 
Los Convair CV-240 fueron remplazados por dos Convair CV-600 recibidos en 1976 y 1981. Al poco tiempo la compañía entró en dificultades financieras que la llevaron a cesar definitivamente sus operaciones en diciembre de 1986. En la primavera de 1987 se declaró en quiebra. Por su parte, el accionista ONDA, también comenzó a tener problemas económicos y, en junio de 1991, cesó todas sus operaciones. La ruta aérea Colonia-Buenos Aires fue posteriormente retomada por Aero Uruguay, que operó hasta el año 2000.

## Flota histórica
| Aeronaves             | Total | Introducido | Retirado | Matrículas                      |
| --------------------- | ----- | ----------- | -------- | ------------------------------- |
| Convair CV-240        | 3     | 1971        | 1986     | CX-BHC, CX-BHS y CX-BHT         |
| Convair CV-600        | 2     | 1976        | 1986     | CX-BJL y CX-BOJ                 |
| Curtiss C-46 Commando | 4     | 1964        | 1976     | CX-AYR, CX-AZS, CX-BAH y CX-BAM |

## Accidentes e incidentes
- El 17 de junio de 1973 un Convair CV-240 (CX-BHS) proveniente del Aeroparque Jorge Newbery de Buenos Aires aterrizó demasiado pronto en el Aeropuerto Internacional de Laguna de los Patos de Colonia. La aeronave golpeó las luces del aeropuerto y se salió de la pista, rompiendo el tren de aterrizaje. No hubo víctimas mortales entre sus 42 personas a bordo, pero el avión quedó destruido.[3]
- El 12 de noviembre de 1980 un Convair CV-600 (CX-BJL) que cubría la ruta Colonia-Buenos Aires fue secuestrado poco después del despegue por un enfermo mental de 21 años que provenía de Paysandú y que pretendía volar a Nicaragua, México y Argelia. No hubo víctimas y el secuestrador se rindió poco después.[4]